# تاشکا
تاشکا (به مجاری:  Táska) یک سکونتگاه مسکونی در مجارستان است که در شومودی واقع شده‌است.